# Estadio Akron
O Estádio Akron é um estádio de futebol da cidade de Zapopan, Jalisco, México.
Com capacidade para quase 49.813 espectadores, o estádio é a casa do clube mexicano Chivas Guadalajara.

## História
Com grama sintética, foi inaugurado com o jogo Guadalajara 3 x 2 Manchester United, com o gol inaugural de Chicharito Hernández, que jogou um tempo em cada equipe. No dia 11 de agosto de 2010, o estádio recebeu a primeira partida da decisão da Copa Libertadores daquele ano, entre Guadalajara e Internacional, partida vencida pelos visitantes pelo placar de 2 a 1.
Abrigou as cerimônias de abertura e encerramento dos Jogos Pan-Americanos de Guadalajara 2011.
Em 2022, o Estádio foi anunciado como uma das sedes da Copa do Mundo FIFA de 2026.